# منطقه پرشوف
منطقه پرشوف (به لاتین: Prešov Region) یک منطقه در کشور اسلواکی است که شهر پرشوف مرکز آن است.

## خصوصیات
منطقه پرشوف ۸٬۹۷۳٫۶۹ کیلومترمربع مساحت و ۸۱۸٬۹۱۶ نفر جمعیت دارد.